# Creation (film)
Creation è un film del 2009 diretto da Jon Amiel e tratto dal saggio Casa Darwin - Il male, il bene e l'evoluzione dell'uomo (Annie's Box: Charles Darwin, His Daughter and Human Evolution) di Randal Keynes.
Il film racconta la vita di Charles Darwin e di sua moglie Emma, interpretati rispettivamente da Paul Bettany e Jennifer Connelly.

## Trama
Viene narrato il tormento di Charles Darwin, diviso tra il suo crescente ateismo, legato allo sviluppo della teoria dell'evoluzione, e l'amore per sua moglie Emma, profondamente religiosa.

## Distribuzione
Creation è stato presentato in anteprima al Toronto International Film Festival agli inizi di settembre 2009, in occasione del bicentenario della nascita di Charles Darwin e centocinquantenario della prima pubblicazione de L'origine delle specie. Il film ha debuttato nelle sale cinematografiche del Regno Unito il 25 settembre 2009 e negli Stati Uniti d'America il 22 gennaio 2010.
Il film non è mai stato distribuito nelle sale italiane, ma è stato presentato per la prima volta in Italia il 23 febbraio 2012 al Museo di San Daniele Po, in prosecuzione delle manifestazioni per il Darwin Day 2012.